# Jacob Symonsz. Pynas
Jacob Symonsz. Pynas est un peintre néerlandais né vers 1592-1593, décédé vers 1650, frère de Jan Simonsz. Pynas.
Comme son frère, Jacob Symonsz. Pynas fait partie d'un groupe d'artistes que l'on nomme les pré-rembranesques, c'est-à-dire les peintres avant Rembrandt, de sensibilité proche des débuts du maître :
- Pieter Lastman (1883-1633),
- Claes Cornelisz. Moyeart (1603-1660),
- François Venant (1591-1636),
- Jan Tengnagel (1584-1635).

## Œuvres
Tableaux
- Le Bon Samaritain, huile sur cuivre, 21 × 26 cm, Paris, musée du Louvre.

Dessins
- 1624, Paysage avec Junon, Minerve, Vénus, Pâris et l'Amour, dessin, plume ; encre brune ; pierre noire ; lavis brun ; 19 × 30 cm, Paris, musée du Louvre, provenance : collection Michel-Amédée Besnus.